# بارك هيون بوم
بارك هيون بوم (24 سبتمبر 1988 بكوريا الجنوبية - ) هو لاعب كرة قدم كوري جنوبي في مركز الوسط. لعب مع نادي غوانغجو وCheonan City FC ‏.

## وصلات خارجية
- بارك هيون بوم على موقع دوري كوريا الجنوبية (الإنجليزية)
- بارك هيون بوم على موقع قاعدة بيانات كرة القدم.إي يو (الإنجليزية)